# 보야나 스타메노브
보야나 스타메노브(세르비아어: Бојана Стаменов, 1986년 6월 24일 ~ )는 세르비아의 가수이다.